# Steve Gohouri
Lohoré Steve Ulrich Gohouri (Treichville, Costa d'Ivori, 8 de febrer de 1981 – Krefeld, Alemanya, desembre de 2015), més normalment conegut com a Steve Gohouri, va ser un futbolista ivorià que jugà com a defensa per al Wigan Athletic FC en la Premier League.